# West Australian Symphony Orchestra
La West Australian Symphony Orchestra (WASO) è un'orchestra sinfonica australiana con sede a Perth, in Australia Occidentale. La sua principale sede di concerti è la Concert Hall di Perth. La WASO dà anche concerti al Mandurah Performing Arts Centre. A partire dal marzo 2012 la WASO ha una lista di 79 musicisti a tempo pieno. L'orchestra ha come affiliato il Coro WASO. La WASO presenta attualmente oltre 170 spettacoli all'anno in tutto lo stato.

## Storia
Nell'inverno del 1921 furono pubblicizzati sul giornale locale concerti settimanali da parte di una certa Perth Symphony Orchestra, diretta da Harold Betteridge e guidata da Lionel Hart, ma la vita di questo gruppo fu breve. Nel 1928 molti musicisti professionisti che avevano sostenuto i film muti si trovarono senza lavoro e sotto la direzione di Harold Newton, formarono la Perth Symphony Orchestra. Il primo spettacolo di questo gruppo di musicisti professionisti fu dato nella Queens Hall del Regent Theatre. Nel 1930 l'orchestra non solo diede concerti nella Queens Hall, ma presentò anche dieci concerti in abbonamento in Municipio. Molti di questi concerti furono trasmessi sulla stazione radio 6WF.
Nel 1932 è stata fondata la Australian Broadcasting Commission e parte del suo atto costitutivo era previsto di realizzare orchestre radiofoniche in ciascuno Stato. In Australia Occidentale si formò la Western Studio Orchestra di quindici suonatori, diretta da Nelson Burton. La Perth Symphony Orchestra, diretta da George Reid, stava dando regolarmente concerti nel Teatro di Sua Maestà.
Nel 1936 la ABC introdusse i Celebrity Subscription Concerts e furono ingaggiati artisti e direttori, molti da oltreoceano. I concerti vennero eseguiti inizialmente nel Teatro di Sua Maestà e poi più tardi nel Capitol Theatre e nella Winthrop Hall, presso l'Università Australia Occidentale. La Western Studio Orchestra diventò l'orchestra dei concerti di Perth e questa orchestra fu poi aumentata per i concerti di celebrità e divenne nota come la ABC (Perth) Symphony Orchestra. Nel 1937 le lettere "ABC" furono eliminate dal titolo e l'orchestra, ancora una volta, fu conosciuta come la Perth Symphony Orchestra.
Nel 1950 il governo dell'epoca, con altri organi comunali, mise insieme i fondi a disposizione di una sovvenzione alla ABC Orchestra. Entro la fine dello stesso anno,  nacque la West Australian Symphony Orchestra, che vantava una quarantina di membri permanenti. Nel 1997 la ABC cedette tutte le orchestre ABC del dipartimento Concerti della ABC in tante società controllate distinte, tra cui una società di servizio denominata Symphony Australia. La West Australian Symphony fu costituita nel gennaio 1998. Dall'aziendalizzazione l'orchestra diversificò le sue esecuzioni, ampliando la sua stagione estiva all'aperto e attingendo alla musica di molte parti della comunità. Ha una collaborazione creativa con la West Australian Opera ed il West Australian Ballet.
Tra i direttori principali della WASO ci sono stati Henry Krips (1948–1971), Tibor Paul (1971–1973), David Measham (1974–1981) e Jorge Mester. Measham portò l'orchestra nella sua prima tournée all'estero, a Singapore e al Festival di Sydney. Nel 1975, fu il fautore della stagione indoor inaugurale di tre Promenade Concerts, sul modello del Proms, come parte del Perth International Arts Festival. Measham ebbe anche il titolo di direttore ospite principale dal 1981 al 1986. Vladimir Verbitsky diventò direttore principale ospite nel 1992 e direttore laureato nel 1997.
Matthias Bamert fu direttore principale dal 2003 al 2006. Il suo contratto iniziale con WASO era fino al 2007, ma l'insoddisfazione per il suo incarico fece sì che l'orchestra pose fine al suo contratto con 18 mesi di anticipo, nel maggio 2006. Nel maggio 2007 WASO chiamò Paul Daniel come suo direttore principale, in vigore dal gennaio 2009. Egli aveva fatto il suo debutto come direttore ospite della WASO nel 1995 e tornò nel mese di aprile 2006. Nel novembre 2010, la WASO annunciò l'estensione del contratto di Daniel come direttore principale fino a dicembre del 2013, momento in cui il suo mandato si sarebbe concluso. Nel maggio 2012, la WASO annunciò la nomina di Asher Fisch, come suo ultimo direttore principale, dal 1º gennaio 2014, con un contratto iniziale di 3 anni.

## Direttori principali
- Henry Krips (1948–1971)
- Tibor Paul (1971–1973)
- David Measham (1974–1981)
- Jorge Mester (1991–1994)
- Matthias Bamert (2003–2006)
- Paul Daniel (2009–2013)
- Asher Fisch (2014–present)

## Premi e nomination

### APRA-AMC Art Music Awards
Gli APRA-AMC Art Music Awards (precedentemente Classical Music Awards) sono presentati ogni anno dall'Australasian Performing Right Association (APRA), dall'Australasian Mechanical Copyright Owners Society (AMCOS) e dall'Australian Music Centre (AMC) dal 2002. Essi "onorano i risultati di compositori, artisti e specialisti del settore nel genere classico contemporaneo ".
| 2004 | This Insubstantial Pageant (Gordon Kerry) – West Australian Symphony Orchestra                                                                        | Lavoro Orchestrale dell'Anno                                                                     | Vincitore/trice |
| 2004 | West Australian Symphony Orchestra | Most Distinguished Contribution to the Presentation of Australian Composition by an Organisation | Vincitore/trice |
| 2005 | The Dischord Hunter – West Australian Symphony Orchestra, Education Chamber Orchestra (WASO EChO)                                                     | Outstanding Contribution to Australian Music in Education                                        | Vincitore/trice |
| 2006 | Line Drawing (James Ledger) – Genevieve Lacey, West Australian Symphony                                                                               | Best Performance of an Australian Composition                                                    | Vincitore/trice |
| 2008 | Trumpet Concerto (James Ledger) – West Australian Symphony Orchestra, David Elton (trumpet), Sachio Fujioka (conductor)                               | Lavoro Orchestrale dell'Anno                                                                     | Candidato/a     |
| 2008 | Concerto Project – West Australian Symphony Orchestra                                                                                                 | Outstanding Contribution by an Organisation                                                      | Candidato/a     |
| 2009 | Symphony No. 7 Scenes from Daily Life (Carl Vine) – West Australian Symphony Orchestra                                                                | Best Performance of an Australian Composition                                                    | Vincitore/trice |
| 2011 | A Dream of Drowning (Andrew Ford / Tim Winton) – West Australian Symphony Orchestra, Teddy Tahu Rhodes (soloist), Paul Daniel (conductor)             | Lavoro Orchestrale dell'Anno                                                                     | Candidato/a     |
| 2011 | Chronicles (James Ledger) – West Australian Symphony Orchestra, Paul Daniel (conductor)                                                               | Lavoro Orchestrale dell'Anno                                                                     | Vincitore/trice |
| 2012 | Spirit Ground (Ross Edwards) – West Australian Symphony Orchestra, Margaret Blades (soloist)                                                          | Lavoro Orchestrale dell'Anno                                                                     | Candidato/a     |
| 2012 | Two Memorials for Anton Webern and John Lennon (James Ledger) – West Australian Symphony Orchestra, Paul Daniel (conductor)                           | Performance of the Year                                                                          | Vincitore/trice |
| 2014 | Golden Years (James Ledger) – Margaret Blades (soloist), West Australian Symphony Orchestra, Otto Tausk (conductor)                                   | Lavoro Orchestrale dell'Anno                                                                     | Vincitore/trice |
| 2014 | West Australian Symphony Orchestra – 2013 education program                                                                                           | Award for Excellence in Music Education                                                          | Candidato/a     |
| 2015 | "Concerto for clarinet and orchestra" (Lachlan Skipworth) – West Australian Symphony Orchestra, Ashley Smith (soloist), Baldur Brönnimann (conductor) | Lavoro Orchestrale dell'Anno                                                                     | Candidato/a     |
| 2015 | "Concerto for clarinet and orchestra" (Lachlan Skipworth) – West Australian Symphony Orchestra, Ashley Smith (soloist), Baldur Brönnimann (conductor) | Performance of the Year                                                                          | Vincitore/trice |
| 2015 | "Concerto for Orchestra" (Carl Vine) – West Australian Symphony Orchestra, Michael Stern (conductor)                                                  | Performance of the Year                                                                          | Candidato/a     |